# Дачко Федір Терентійович
Фе́дір Тере́нтійович Дачко (* 23 лютого 1923, Марківка, Штепівський район (сучасний Білопільський) — † 9 квітня 1996, Красноріченське) — Герой Радянського Союзу, гвардії старший сержант, капітан запасу Радянської армії. 1985 року нагороджений орденом Вітчизняної війни 1 ступеня, також медалями.

## Життєпис
З 1933 року родина проживала в Красноріченському Кремінського району Ворошиловградської області. Закінчив сім класів, працював стругальником на чавуноливарному заводі.
В серпні 1941 року мобілізований до лав Радянської армії, пройшов скорочені курси підготовки, з грудня 1941 — на фронті.
В 1943 році був навідником гармати 99-го гвардійського окремого винищувально-протитанкового дивізіону 89-ї гвардійської стрілецької дивізії 37-ї армії Степового фронту.
Відзначився в битві за Дніпро. В кінці вересня 1943 року Федір Дачко в складі стрілецьких штурмових груп піхоти одним з перших з гарматним розрахунком переправився через Дніпро біля села Келеберда та захопив плацдарм, в бою підбив танк та гармату. 20 грудня 1943 року указом Президії Верховної Ради СРСР старшому сержанту Федору Дачку присвоєно звання Героя Радянського Союзу — «за зразкове виконання бойових завдань командування на фронті боротьби та проявлений при цьому подвиг при форсуванні Дніпра» з врученням ордена Леніна та Золотої Зірки за числом 1452.
По закінченні нацистсько-радянської війни брав участь у радянсько-японській війні.
1945 року закінчує Подільське артилерійське училище, 1946 в званні капітана звільнений в запас.
В 1955 році закінчив навчання у індустріальному технікумі, проживав в селищі Красноріченське, працював інженером станкобудівного заводу ім. Фрунзе.
В Білопіллі його ім'я викарбуване на пам'ятному знаку землякам-героям.